# NGC 7445
NGC 7445 é uma galáxia elíptica (E-S0) localizada na direcção da constelação de Andromeda. Possui uma declinação de +39° 06' 29" e uma ascensão recta de 22 horas, 59 minutos e 22,4 segundos.
A galáxia NGC 7445 foi descoberta em 23 de Outubro de 1878 por Édouard Jean-Marie Stephan.